# Amtsgericht Wongrowitz

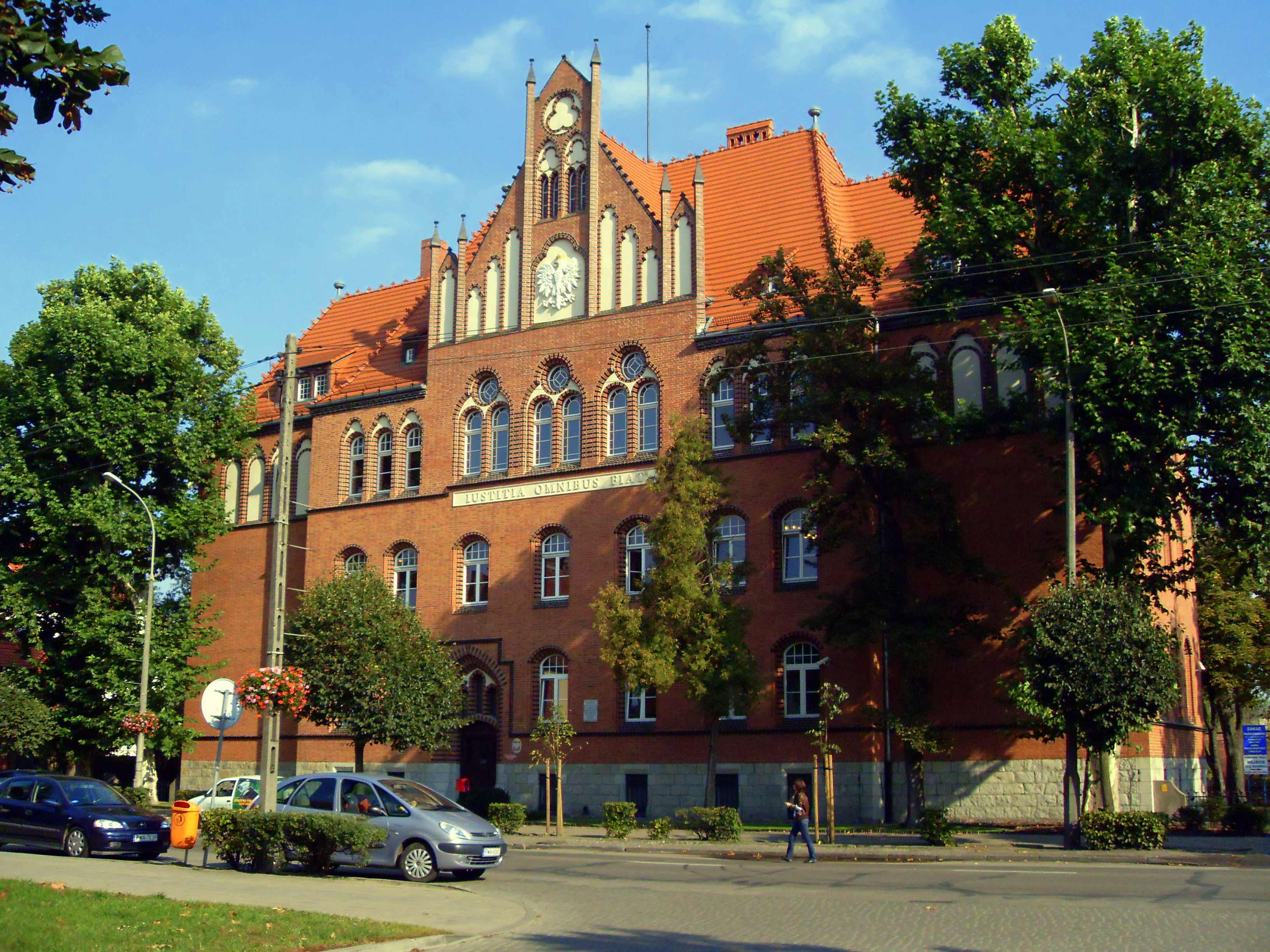
Ehem. Amtsgerichtsgebäude (2011)

Das Amtsgericht Wongrowitz war ein preußisches Amtsgericht mit Sitz in Wongrowitz (Provinz Posen).

## Geschichte
Das königlich preußische Amtsgericht Wongrowitz wurde mit Wirkung zum 1. Oktober 1879 als eines von fünf Amtsgerichten im Bezirk des Landgerichtes Gnesen im Bezirk des Oberlandesgerichtes Posen gebildet. Der Sitz des Gerichtes war  Wongrowitz. Sein Gerichtsbezirk umfasste den Kreis Wongrowitz ohne den Teil der dem Amtsgericht Exin zugeordnet war. Am Gericht bestanden 1880 fünf Richterstellen. Das Amtsgericht war damit ein mittelgroßes Amtsgericht im Landgerichtsbezirk. Gerichtstage wurden in Janowitz gehalten. Der Amtsgerichtsbezirk kam aufgrund des Versailler Vertrages 1919 zu Polen, und das Amtsgericht stellte seine Arbeit ein. An seiner Stelle wurde das polnische Sąd Powiatowy w Wągrowcu eingerichtet. Im Jahre 1939 wurde Polen deutsch besetzt. Im Rahmen der Neuorganisation der Gerichte in Ostdeutschland und im ehemaligen Polen wurden das Amtsgericht Wongrowitz neu gebildet und erneut dem Landgericht Gnesen zugeordnet.
Im Jahre 1945 wurde der Amtsgerichtsbezirk unter polnische Verwaltung gestellt, und die deutschen Einwohner wurden vertrieben. Damit endete auch die Geschichte des Amtsgerichtes Wongrowitz.